# Heinrich Kreutz
Heinrich Carl Friedrich Kreutz (født 28. september 1854 i Siegen, død 13. juli 1907 i Kiel) var en tysk astronom.
Kreutz blev 1880 assistent ved observatoriet i Bonn, ansattes 1883 som observator ved observatoriet i Kiel og blev 1891 professor ved universitetet sammesteds. Fra 1896 har Kreutz udgivet Astronomische Nachrichten, fra 1901 tillige Ergänzungshefte 1—13 og ledet bureauet for astronomiske telegrammer. Af Kreutz's arbejder kan nævnes: Untersuchungen über die Bahn des grossen Cometen 1861 II (1880), Über das Cometensystem 1843 I, 1880 I und 1882 II (1888—1901). Sammen med Schorr har Kreutz udarbejdet generalregisteret til Astronomische Nachrichten (bind 81—120, 1891). I Vierteljahrschrift der astronomischen Gesellschaft gav han fra 1885 til 1906 (bind 21 til 42) en oversigt over de i året observerede kometer.